# Anse du Morne Rouge
L' Anse du Morne Rouge est une baie de Guadeloupe située à Trois-Rivières.

## Géographie
Elle est située entre le cap nommé Roche Noire ou le Diamant et le port de Trois-Rivières qu'elle englobe. 
L'anse est une aire protégée de catégorie IV : Aire de gestion des habitats ou des espèces depuis 2003 du Conservatoire du Littoral. 